# Идолопоклонничество
Идол пренасочва насам.  За японските артисти вижте Японски идол.
Ѝдолопокло̀нничеството (от гръцки: εἴδωλον – „изображение, видение, идея, кумир“) или още идололатрия, идолослужение, е религиозен, богословски термин, означаващ един от основните грехове в Християнството и авраамическите религии. В Християнството е определяно като почитане, преклонение и служение на образ, идея или обект, в противовес на почитането и служението на Бог. Тези образи, идеи и обекти са наричани идоли или кумири.

## Религия
В юдаизма и исляма създаването на художествени образи, в това число и скулптурни, се счита за идололатрия. В религии където подобни действия не се считат за грях терминът „идолопоклонничество“ отсъства. Някои религиозни общности прибягват до този термин, за да квалифицират други религиозни общности, различни от тяхната.

## Етимология
Терминът „идолопоклонничество“ идва от гръцката дума εἴδωλον. По-точен в значението си е терминът „идолослужение“, който е превод на гръцкото ειδωλολατρεία или εἴδωλολατρειας – от εἴδωλον (изображение, видение, идея, кумир) и λατρεία (служение, богопочитание). Макар че гръцката версия изглежда е калка на еврейското עבודת אלילים (аводат елилим), което е атестирано в равинската литература, самият термин липсва в Септуагинта, у Филон Александрийски, у Йосиф Флавий или в други елинистични еврейски писания. Отсъства и в гръцката паганска литература. В Новия завет гръцката дума се намира само у Павел, Петър, Йоан и в Апокалипсис. Еврейският термин за идололатрия съдържа аводат зарах (богопочитание на чуждото) и аводат кочавим умазалот (богопочитание на планетите и съзвездията).

## История
В историята на християнството през 8 век и 9 век възникнала доктринална война въз основа на схоластичен спор за иконите. Иконоборците (основно от Мала Азия) и иконопочитателите (от Балканите), като продължители в известен смисъл на традициите на старите партии на Константинополския хиподрум подкрепяли или отхвърляли иконите. Тази победа позволила създаването на редица шедьоври на ваятелското и изобразително изкуство като Белия ангел по времето на т.нар. палеологов ренесанс.